# Altair (lądownik księżycowy)

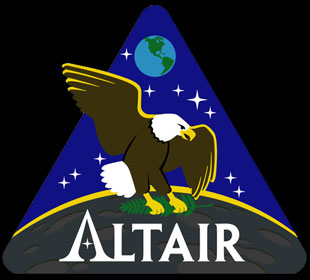
Emblemat programu Altair

Altair (wcześniej znany pod nazwą Lunar Surface Access Module, LSAM) – projektowany w ramach Programu Constellation amerykański lądownik księżycowy, który miał pozwolić na ponowne lądowanie ludzi na Księżycu około roku 2020. W 2010 roku program Constellation został anulowany.
Nazwa lądownika pochodzi od gwiazdy Altair będącej najjaśniejszą gwiazdą w gwiazdozbiorze Orła. Logo nawiązuje do misji Apollo 11 (którego głównym elementem był orzeł). Według nieoficjalnych informacji NASA rozważała wcześniej nazwę Artemis (od greckiej bogini Artemidy), która była brana pod uwagę także w przypadku rakiet nośnych, nazwanych ostatecznie Ares.

## Opis
Altair wzorowany był na module księżycowym LM wykorzystywanym w programie Apollo. Składać się miał z dwóch członów. W dolnym lądującym umieszczone byłyby zbiorniki paliwa i silniki służące do lądowania, a także zapasy tlenu dla załogi oraz źródła energii elektrycznej. W górnym (wznoszącym) miała zostać umieszczona kabina załogi i systemy podtrzymywania życia, silnik startowy wraz z przeznaczonym dlań paliwem oraz silniki sterujące. Podobnie jak w lądowniku programu Apollo, kabina miała mieć kształt walca leżącego na boku, jednak byłaby w stanie pomieścić wszystkich czterech astronautów, podczas gdy Orion bez załogi pozostawałby na orbicie okołoksiężycowej. Projektowany LSAM w wersji transportowej miał zabierać 20 ton ładunku, czyli więcej niż wynosiła masa lądowników Apollo. W wersji załogowej, Altair miał zabierać dwie tony zaopatrzenia, na siedmiodniowy pobyt astronautów na powierzchni Księżyca, tak więc masa ładunku miała być dziesięciokrotnie większa niż w przypadku LM Apollo. Poza tym Altair miał być zdolny do samodzielnego lotu do dowolnego miejsca na Księżycu, włącznie z regionami biegunowymi.
Człon lądujący modułu księżycowego miał być wyposażony w cztery silniki RL-10 napędzany ciekłym wodorem i ciekłym tlenem (silniki te są używane w rakietach Atlas V). Człon wznoszenia miał posiadać jeden silnik RL-10. Wcześniejsze projekty przewidywały wykorzystanie silników na ciekły tlen i metan, które wydawały się idealne do misji marsjańskich (metan można byłoby wytwarzać, wykorzystując ditlenk węgla występujący w atmosferze Czerwonej Planety). Zrezygnowano jednak z tego pomysłu ze względu na zbyt wysokie koszty. Silniki RL-10 powstały jeszcze w latach 50. w zakładach Pratt & Whitney i były pierwszymi silnikami na ciekły wodór i tlen użytymi w przestrzeni kosmicznej. Górny stopień rakiety Saturn I był wyposażony w pięć takich silników. Nowsza wersja o oznaczeniu RL-10B-2 została wykorzystana w projekcie Boeing Delta III i IV oraz innych rakietach.  
Altair miał zostać wyposażony w śluzę powietrzną podobną do stosowanych w wahadłowcach kosmicznych oraz na Międzynarodowej Stacji Kosmicznej. Śluza pozwoliłaby astronautom na przebieranie się w skafandry księżycowe bez zanieczyszczania wnętrza kabiny pyłem przyniesionym z zewnątrz, a także na utrzymanie we wnętrzu kabiny ciśnienia przez cały czas trwania misji. W lądownikach LM konieczne było całkowite rozhermetyzowanie kabiny przy każdym opuszczeniu jej przez astronautów. Obecność śluzy pozwoliłaby także powrócić na pokład astronaucie z uszkodzonym skafandrem, nie zmuszając do tego samego jego towarzyszy.
Rozmiary i masa lądownika Altair sprawiały, że musiałby on zostać wyniesiony w przestrzeń kosmiczną niezależnie od modułu załogowego Orion. Do tego celu miała posłużyć projektowana, w oparciu o doświadczenia zdobyte przy konstrukcji wahadłowców oraz rakiet Saturn V, nowa rakieta nośna nazwana Ares V. Altair zostałby przez nią wyniesiony na niską orbitę okołoziemską wraz z modułem Earth Departure Stage. Tam nastąpiłoby połączenie z wystrzelonym na rakiecie Ares I statkiem Orion, którym podróżować mieli astronauci. Po połączeniu statków silniki Earth Departure Stage wprowadziłyby je na trajektorię translunarną (umożliwiającą wejście na orbitę Księżyca).

## Dane techniczne[1]
- Wysokość – 9,7 m
- Średnica – 7,5 m
- Rozstaw nóg – 14,7 m
- Objętość – 31,8 m³
- Masa członu wznoszenia – 10 809 kg
- Masa członu lądującego – 35 055 kg
- Masa całkowita – 45 864 kg
- Ciąg RCS – 445 N
- Ciąg silnika członu wznoszenia RL-10 (1) (LOX/LH2) – 44,5 kN
- Ciąg silnika członu lądującego RL-10 (4) (LOX/LH2) – 66,7 kN